# Clase Costa Sur
La Clase Costa Sur es una serie de cargueros o transportes construidos para la Armada Argentina en 1976/78. Consta de tres unidades: Canal Beagle, Bahía San Blas y Cabo de Hornos.

## Características
Carguero de 10 894 t de desplazamiento (a plena carga), 119,9 m de eslora, 17,5  de manga y 7,49 m de calado; 2× motores diésel (2× hélices, 6400 hp, 16,3 nudos); capacidad 9857 m³; 40 tripulantes.

## Buques
| Nombre             | n.º | constructor              | asignado | baja |
| ------------------ | --- | ------------------------ | -------- | ---- |
| ARA Canal Beagle   | B-3 | Príncipe, Menghi y Penco | 1978     | e/s  |
| ARA Bahía San Blas | B-4 | Príncipe, Menghi y Penco | 1978     | e/s  |
| ARA Cabo de Hornos | B-5 | Príncipe, Menghi y Penco | 1978     | 2019 |

## Historia de servicio
Fue autorizada su construcción en 1975. Desde 1978 los Costa Sur sirven en el Servicio de Transportes Navales y llevan carga en la Patagonia y el litoral fluvial.
En 1998 la marina de guerra transformó al ARA Bahía San Blas en buque de apoyo para la Infantería de Marina (IMARA).